# ادبیات خاخامی
ادبیات خاخامی در گسترده‌ترین معنا به مجموعه آثاری گفته می‌شود که توسط خاخام‌ها در طول تاریخ یهود تألیف شده است. این اصطلاح به طور معمول به ادبیات دوره تلمود (۷۰–۶۴۰ میلادی) اشاره دارد که مغایر با نوشته‌های خاخامی میانه و امروزی است.

## کتابشناسی
- Safrai, S. (1969). "The Era of the Mishnah and Talmud (70–640)".  In Ben-Sasson, H.H. (ed.). A History of the Jewish People. Translated by Weidenfeld, George. Harvard University Press (published 1976). ISBN 9780674397316.